# Bouranovskie Babouchki
Les Buranovskie Babuški (les grands-mères de Bouranovo), en russe : Бура́новские бабушки, en oudmourte : Бурангуртысь песянайёс, sont un groupe folklorique de la région d'Oudmourtie en Russie, dans le village de Bouranovo, chantant dans la langue oudmourte. Il est composé de huit grands-mères comme son nom l'indique.

## Membres
- Valentina Piatchenko, née le 21 octobre 1937 (87 ans)
- Galina Koneva, née le 15 octobre 1938 (86 ans)
- Granya Baysarova, née le 12 juin 1949 (75 ans)
- Olga Touktareva, née le 26 avril 1968 (56 ans)
- Zoya Dorodova, née le 15 avril 1940 (84 ans)
- Alevtina Beguicheva, née le 3 mars 1958 (67 ans)[1]

### Anciens membres
- Ekaterina Chkliaïeva, née le 2 novembre 1937 (86 ans) et morte le 23 juillet 2024.
- Elizaveta Zarbatova, décédée le 13 janvier 2014 à l'âge de 87 ans.
- Natalia Pugacheva, décédée fin octobre 2019 à l'âge de 83 ans, comme annoncé par la chaîne YouTube officielle de l'Eurovision.

## Historique

### Création
Le groupe a été créé il y a 40 ans[réf. nécessaire] et a chanté publiquement pour la première fois en 2008. Lors de la « Journée de la langue maternelle » les grand-mères ont chanté des chansons populaires d'Oudmourtie, de Boris Grebenchtchikov et de Viktor Tsoi. Depuis lors, à plusieurs reprises, le groupe est devenu l'objet de l'attention de la presse et de la télévision.

### Eurovision
L'équipe a participé aux qualifications nationales russes pour représenter la Russie au Concours Eurovision de la chanson 2010 mais n'a pas été choisie.
En 2012, le groupe retente sa chance et remporte la finale nationale le 7 mars 2012. Bouranovskie Babouchki représente la Russie au Concours Eurovision de la chanson 2012 à Bakou, en Azerbaïdjan avec la chanson Party for Everybody et se classe deuxième.

### Objectif
Dès sa création, le groupe déclarait avoir pour but la collecte de fonds pour la reconstruction de l'église du village, qui avait été détruite à la fin des années 1930. 
Cet objectif a été atteint, et l'église a été ouverte au culte en 2015.